# Checkpoint (biologia)
Un checkpoint è un punto nel ciclo cellulare nel quale le cellule eucariotiche controllano di avere completato correttamente la fase precedente prima di iniziare la fase successiva. Esistono diversi tipi di checkpoint, che si dividono in intrinseci, che agiscono in un ciclo cellulare imperturbato ed estrinseci, che agiscono solo in risposta ad agenti esterni.
I checkpoint agiscono a livello delle principali transizioni del ciclo cellulare, in particolare a livello della transizione fra la fase G1 e la fase S (checkpoint G1/S) e a livello della transizione fra la fase G2 e la fase M (checkpoint G2/M). I checkpoint vengono studiati in negli stessi organismi nei quali sono stati identificati i meccanismi che governano il ciclo cellulare fra i quali il lievito Saccharomyces cerevisiae e l'anfibio Xenopus laevis

## Checkpoint intrinseci
I checkpoint intrinseci assicurano la corretta successione temporale ed il corretto svolgimento delle varie fasi che costituiscono il ciclo cellulare.

### Il checkpoint di fase G1
Il checkpoint di fase G1 è localizzato al termine della fase G1 ed è il punto in cui la cellula prende la decisione chiave se dividersi o entrare in uno stato di quiescenza (anche detto G0). Nelle cellule animali questo checkpoint è detto anche "restriction point", mentre nel lievito Saccharomyces cerevisiae è chiamato "START". Lo stato di questo checkpoint dipende sia dalle condizioni nutrizionali in cui si trova la cellula, sia da particolari messaggeri chimici.

### Checkpoint di fase G2
Il checkpoint di fase G2 è localizzato al termine della fase G2 e controlla l'entrata della cellula in mitosi. Questo checkpoint, negli eucarioti superiori, permette l'avvio della fase M se sono soddisfatte alcune condizioni fra cui ad esempio la fine della replicazione. A questo livello agisce anche un checkpoint specifico del lievito Saccharomyces cerevisiae, detto checkpoint morfogenetico, che impedisce la mitosi in conseguenza di alterazioni al citoscheletro di actina.

### Checkpoint di fase M
Diversi tipi di checkpoint agiscono durante la fase M. In particolare, durante la metafase, il checkpoint dello spindle (o fuso mitotico) impedisce il passaggio all'anafase quando le fibre del fuso non sono tutte collegate ai cinetocori dei cromosomi. Nel lievito 
Saccharomyces cerevisiae, a livello della transizione metafase/anafase viene controllata la corretta replicazione del genoma, perché questo organismo inizia normalmente la fase M allungando i microtubuli del fuso mitotico prima di aver completato la replicazione. Inoltre in questo lievito è presente un ulteriore checkpoint che controlla l'uscita dalla mitosi, prevenendo la citochinesi se il fuso mitotico non si è disposto correttamente perpendicolarmente al solco di clivaggio (cleavage furrow).

## Checkpoint estrinseci
I checkpoint estrinseci vengono attivati in presenza di situazioni esterne che mettono a rischio la corretta progressione del ciclo cellulare. Un esempio di checkpoint estrinseco è il checkpoint da danno al DNA.

### Checkpoint da danno al DNA
Il checkpoint da danno al DNA è un tipo particolare di checkpoint estrinseco che, in presenza di danni al DNA, si attiva, inducendo un blocco del ciclo cellulare a livello delle transizioni G1/S o G2/M. Oltre a questa risposta principale, il checkpoint da danno al DNA induce la trascrizione di geni riparativi, modula l'attività dei sistemi di riparazione ed è in grado di indurre l'apoptosi.
L'attivazione di questo checkpoint è dovuta al riconoscimento dei danni da parte di proteine sensori (ATM e ATR nelle cellule animali) e che a loro volta comunicano il segnale alle proteine effettrici. Queste ultime sono direttamente responsabili delle risposte al danno. 

#### Meccanismo d'azione della p53
La p53, è una proteina definita come oncosoppressore, che interviene bloccando il ciclo cellulare sia nella fase G1/S o nella fase G2/M.
La presenza di errori nel DNA, comportano un aumento della concentrazione della p53 e allo stesso tempo vengono attivati gli enzimi PK-DNA dipendenti. Questi enzimi, comportano la fosforilazione della p53 che assume il ruolo di fattore di trascrizione, legandosi al DNA. A questo punto, la p53 può prendere due strade differenti: 
a) determina l'attivazione della p21, la quale blocca il ciclo cellulare fino a quando non viene riparato il DNA e nel mentre viene sintetizzata un'altra proteina, la GADD45, la quale interviene nella riparazione del danno. Successivamente, è la stessa p53 ad attivare dei geni che codificano per proteine che degradano la 53, così il ciclo cellulare può riprendere.
b) determina l'attivazione di pro-apoptotico, come la BAX, la quale inibisce la proteina BCL-2 perché quest'ultima è un fattore anti-apoptotico, pertanto la sua inibizione, favorisce la BAX ad indurre la cellula alla morte per apoptosi.